# Plus Forsikring
Plus Forsikring var et dansk forsikringsselskab med sæde i Odense.
Jydsk Assurance Compagni A/S stiftet i 1943 skiftede i 1997 navn til Plus Forsikring og blev i 1999 fusioneret med Kongeriget Danmarks Forsikringsforening G/S (KDF), således at Kongeriget Danmarks Forsikringsforening var aktionær i det fortsættende aktieselskab.
Direktøren indtil 1995 var Bent Vandt, hvorefter den ny direktør var Leif Preben Hansen.
Selskabet begyndte en kraftig ekspansion og voksede fra seks ansatte i 1997 til ca. 50 ansatte i 2002.
I 2002 købte Plus Forsikring aktiemajoriteten i Privathospitalet Skørping i Nordjylland.
Finanstilsynet konstaterede i efteråret 2002, at Plus Forsikring var insolvent, og selskabet blev taget under konkursbehandling, hvilket var den første konkurs i et dansk forsikringsselskab i 100 år. Direktøren Leif Hansen blev i 2006 ved Odense Byret fundet skyldig i mandatsvig og idømt et halvt års betinget fængsel og en bøde på 100.000 kr.
I 12 år, fra 2002 og indtil 2014, har Kammeradvokaten forsøgt at udredde økonomien i Plus Forsikring Arkiveret 5. december 2014 hos  Wayback Machine. Dette har ført til, at den tidligere bestyrelse, direktion og revision har fået forelagt et erstatningskrav på 34 millioner. Der er endnu ikke faldet dom i sagen, som forventes at tage flere måneder.